# Adrian Bergmann
Adrian Bergmann (* 15. April 2001) ist ein deutscher Basketballspieler.

## Werdegang
Als Jugendlicher spielte Bergmann Basketball in Schwabach und bei der SpVgg Roth. Er wurde im Nachwuchsnetzwerk des Bundesligisten Brose Bamberg ausgebildet. 2019 wurde er mit dem TSV Tröster Breitengüßbach, unter anderem an der Seite von Henri Drell, Daniel Köppel und Elias Baggette deutscher U19-Vizemeister. Über den FC Baunach und den BBC Coburg (jeweils 2. Bundesliga ProB) kam er im Sommer 2021 zum Zweitligisten Wiha Panthers Schwenningen. Er erzielte für Schwenningen während der Saison 2021/22 in 19 Zweitligaeinsätzen im Schnitt 1,5 Punkte je Begegnung.
In der Sommerpause 2022 nahm Bergmann ein Angebot des Drittligisten Dragons Rhöndorf an. Er spielte in der Saison 2022/23 für die Mannschaft. 2024 schloss sich Bergmann dem Regionalligaverein VfL Stade an.